# Unterseeboot 507
Le Unterseeboot 507 (ou U-507) est un sous-marin allemand utilisé par la Kriegsmarine pendant la Seconde Guerre mondiale.

## Historique
Après son temps d'entraînement initial à Stettin en Pologne dans la 4. Unterseebootsflottille jusqu'au 28 février 1942, il rejoint son unité de combat à Lorient, dans la 2. Unterseebootsflottille.
L'U-507 (avec l'U-156, avec l'U-506 et avec le sous-marin italien Cappellini) prend part aux opérations de sauvetage après le torpillage du paquebot RMS Laconia en septembre 1942 au large de l'Afrique. Environ 1 500 personnes sont sauvées par ces bateaux ainsi que par des navires français venus de Dakar qui arrivent sur les lieux le 16 septembre, quatre jours après le naufrage.
L'U-507 est coulé le 13 janvier 1943 dans l'océan Atlantique à 600 kilomètres du Cap Saint Roque au Brésil à la position géographique de 1° 38′ N, 39° 52′ O par des charges de profondeur lancées par un hydravion américain Catalina de l'escadron VP-83/P-10.
L'attaque coûte la vie des 54 membres de l'équipage.

## Affectations successives
- 4. Unterseebootsflottille du 8 octobre 1941 au 28 février 1942
- 2. Unterseebootsflottille du 1er mars 1942 au 13 janvier 1943

## Commandement
- Korvettenkapitän Harro Schacht du 8 octobre 1941 au 13 janvier 1943

## Navires coulés
Il a coulé 19 navires pour un total de 77 143 tonneaux et a endommagé 1 navire de 6 561 tonneaux au cours des 4 patrouilles qu'il effectua.

Liste des navires coulés
| Patrouille                                                                          | Date             | Nom                 | Nationalié  | Tonnage (GRT) |
| ----------------------------------------------------------------------------------- | ---------------- | ------------------- | ----------- | ------------- |
| 2 ème patrouille du 4 avril au 4 juin 1942 dans le golfe du mexique                 | 30 avril 1942    | SS Federal          | USA         | 2 881         |
| 2 ème patrouille du 4 avril au 4 juin 1942 dans le golfe du mexique                 | 4 mai 1942       | SS Norlindo         | USA         | 2 686         |
| 2 ème patrouille du 4 avril au 4 juin 1942 dans le golfe du mexique                 | 5 mai 1942       | SS Munger T Ball    | USA         | 5 104         |
| 2 ème patrouille du 4 avril au 4 juin 1942 dans le golfe du mexique                 | 6 mai 1942       | SS Joseph M Cudahy  | USA         | 6 950         |
| 2 ème patrouille du 4 avril au 4 juin 1942 dans le golfe du mexique                 | 6 mai 1942       | SS Alcoa Puritan    | USA         | 6 759         |
| 2 ème patrouille du 4 avril au 4 juin 1942 dans le golfe du mexique                 | 8 mai 1942       | SS Ontario          | Honduras    | 3 099         |
| 2 ème patrouille du 4 avril au 4 juin 1942 dans le golfe du mexique                 | 8 mai 1942       | SS Torny            | Norvège     | 2 424         |
| 2 ème patrouille du 4 avril au 4 juin 1942 dans le golfe du mexique                 | 12 mai 1942      | SS Virginia         | USA         | 10,731        |
| 2 ème patrouille du 4 avril au 4 juin 1942 dans le golfe du mexique                 | 16 mai 1942      | SS Amapala          | Honduras    | 4,184         |
| 3 ème patrouille du 4 juillet au 12 octobre 1942 entre Afrique de l'ouest et Brésil | 16 août 1942     | SS Baependy         | Brésil      | 4 801         |
| 3 ème patrouille du 4 juillet au 12 octobre 1942 entre Afrique de l'ouest et Brésil | 16 août 1942     | SS Araraquara       | Brésil      | 4 872         |
| 3 ème patrouille du 4 juillet au 12 octobre 1942 entre Afrique de l'ouest et Brésil | 16 août 1942     | SS Annibal Benevolo | Brésil      | 1 905         |
| 3 ème patrouille du 4 juillet au 12 octobre 1942 entre Afrique de l'ouest et Brésil | 17 août 1942     | SS Itagiba          | Brésil      | 2 169         |
| 3 ème patrouille du 4 juillet au 12 octobre 1942 entre Afrique de l'ouest et Brésil | 17 août 1942     | SS Arara            | Brésil      | 1 075         |
| 3 ème patrouille du 4 juillet au 12 octobre 1942 entre Afrique de l'ouest et Brésil | 19 août 1942     | sv Jacyra           | Brésil      | 90            |
| 3 ème patrouille du 4 juillet au 12 octobre 1942 entre Afrique de l'ouest et Brésil | 22 août 1942     | MV Hamaren          | Suède       | 3 220         |
| 4 ème patrouille du 28 novembre 1942 au 3 janvier 1943 au Brésil                    | 27 décembre 1942 | MV Oakbank          | Royaume-Uni | 5 154         |
| 4 ème patrouille du 28 novembre 1942 au 3 janvier 1943 au Brésil                    | 3 janvier 1943   | SS Baron Dachmont   | Royaume-Uni | 3 675         |
| 4 ème patrouille du 28 novembre 1942 au 3 janvier 1943 au Brésil                    | 3 janvier 1943   | SS Yorkwood         | Royaume-Uni | 5 401         |

## Sources
- (en) Cet article est partiellement ou en totalité issu de l’article de Wikipédia en anglais intitulé « German submarine U-507 » (voir la liste des auteurs).